# Transferts de population polonaise entre 1944 et 1946

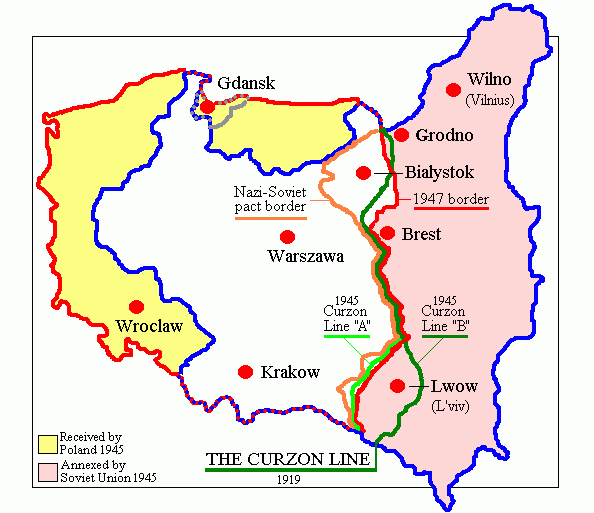
La ligne Curzon et les changements territoriaux de la Pologne de 1939 à 1945. Les zones roses et jaunes représentent respectivement le territoire polonais d'avant-guerre (Kresy) et le territoire allemand d'avant-guerre (territoires reconquis).

Les transferts de population polonaise en 1944-1946 de la moitié orientale de la Pologne d'avant-guerre (également connue sous le nom d'expulsions de Polonais de la région Kresy), sont les migrations forcées de Polonais vers la fin et au lendemain de la Seconde Guerre mondiale. Celles-ci résultent de la politique soviétique ratifiée par les Alliés. De même, l'Union soviétique avait appliqué des politiques entre 1939 et 1941 ciblant et expulsant les Polonais qui résidaient dans la zone d'occupation soviétique à la suite de l'invasion conjointe de la Pologne. La deuxième vague d'expulsions résulte de la reprise de la Pologne par l'Armée rouge lors de la contre-offensive soviétique, lorsque celle-ci reprend le territoire de la république d'Ukraine, un changement qui fut ratifié à la fin de la Seconde Guerre mondiale par les Alliés de l'Union soviétique à l'époque.
Les transferts de population d'après-guerre, ciblant les ressortissants polonais, fait partie d'une politique soviétique officielle qui toucha plus d'un million de citoyens polonais, expulsés par étapes des zones polonaises annexées par l'Union soviétique. Après la guerre, à la suite des exigences soviétiques formulées lors de la conférence de Téhéran en 1943, la région Kresy est officiellement incorporée aux républiques ukrainienne, biélorusse et lituanienne de l'URSS. Cela est convenu lors de la conférence de Potsdam de 1945, à laquelle le gouvernement par intérim de la République de Pologne en exil n'a pas été convié.
Le déplacement ethnique des Polonais (et des Allemands) est accepté par les dirigeants alliés : Winston Churchill du Royaume-Uni, Franklin D. Roosevelt des États-Unis et Joseph Staline de l'URSS, lors des conférences de Téhéran et de Yalta. Les transferts polonais sont parmi les plus importants des nombreuses expulsions d'après-guerre en Europe centrale et orientale, qui ont déplacé un total d'environ 20 millions de personnes.
Selon les données officielles, lors de l'expulsion contrôlée par l'État entre 1945 et 1946, environ 1 167 000 Polonais quittent les républiques les plus occidentales de l'Union soviétique, moins de 50 % de ceux s'étant inscrits pour le transfert de population. Un autre transfert ethnique polonais majeur a eu lieu après la mort de Staline, entre 1955 et 1959.
Cet événement est diversement connu sous le nom d'expulsion, déportation,, dépatriation,,, ou rapatriement, selon le contexte et la source. Le terme rapatriement, utilisé officiellement à la fois en Pologne sous contrôle communiste et en URSS, est une déformation délibérée,, car les peuples déportés quittaient leur patrie plutôt que d'y retourner. Elle est aussi parfois appelée action de « premier rapatriement », par opposition au « seconde rapatriement » de 1955-1959. Dans un contexte plus large, elle est parfois décrite comme l'aboutissement d'un processus de « dépolonisation » des territoires pendant et après la guerre mondiale. Le transfert de population est planifié et exécuté par les régimes communistes de l'URSS et de la Pologne d'après-guerre. Beaucoup de Polonais déportés s'étaient installés dans les anciennes provinces de l'Est allemandes ; après 1945, appelés les « territoires reconquis » de la République populaire de Pologne.

## Contexte
L'histoire de la colonisation ethnique polonaise dans ce qui est maintenant l'Ukraine et la Biélorussie remonte à 1030-1031. La majorité des Polonais migrent vers cette région après l'union de Lublin en 1569, lorsque la majeure partie du territoire devient une partie de la nouvelle République des Deux Nations. De 1657 à 1793, quelque 80 églises et monastères catholiques romains sont construits en Volhynie. L'expansion du catholicisme en Lemkivshchyna (en), Ziemia chełmska, Podlaskie, Brześć land, Galicie, Volhynie et Ukraine de la rive droite est accompagnée par le processus de polonisation progressive des terres orientales. Des conflits sociaux et ethniques ont surgi concernant les différences de pratiques religieuses entre les adhérents catholiques romains et orthodoxes orientaux pendant l'Union de Brest en 1595-96, lorsque le métropolite de Kiev-Halych rompit les relations avec l'Église orthodoxe orientale et accepta l'autorité de la Pape catholique romain et Vatican.
Les partitions de la Pologne, vers la fin du XVIIIe siècle, entraînent l'expulsion des Polonais de leurs foyers à l'Est pour la première fois dans l'histoire de la nation. Quelque 80 000 Polonais sont escortés en Sibérie par l'armée impériale russe en 1864 dans le cadre de la plus grande action de déportation entreprise au sein de la partition russe. « Des livres ont été brûlés ; des églises détruites ; des prêtres assassinés » écrit Norman Davies. Pendant ce temps, les Ukrainiens étaient officiellement considérés comme « partie intégrante du peuple russe,».
La révolution russe de 1917 et la guerre civile russe de 1917-1922 mettent fin à l'empire russe. Selon des sources ukrainiennes de la période de la guerre froide, pendant la révolution bolchevique de 1917, la population polonaise de Kiev est de 42 800 habitants. En juillet 1917, lorsque les relations se tendent entre la République populaire ukrainienne (UNR) et la Russie, le Conseil démocratique polonais de Kiev soutient la partie ukrainienne dans son conflit avec Petrograd. Tout au long de l'existence de l'UNR (1917-1921), un ministère séparé pour les affaires polonaises est créé en novembre 1917, dirigé par Mieczysław Mickiewicz. Pendant toute cette période, quelque 1 300 écoles de langue polonaise fonctionnent en Galice, avec 1 800 enseignants et 84 000 élèves. Dans la région de Podolie en 1917, 290 écoles polonaises sont dénombrés.
À partir de 1920, les campagnes de terreur bolchevique et nationaliste de la nouvelle guerre déclenchent la fuite des Polonais et des Juifs de la Russie soviétique vers la Pologne nouvellement souveraine. En 1922, l'Armée rouge bolchevique russe, avec ses alliés bolchéviques en Ukraine, submerge le gouvernement de la République populaire ukrainienne, y compris les territoires ukrainiens annexés à l'Union soviétique. Cette année-là, 120 000 Polonais bloqués à l'est sont expulsés vers l'ouest et la Deuxième République polonaise. Le recensement soviétique de 1926 enregistre les Polonais ethniques comme étant d'origine ethnique russe ou ukrainienne, réduisant leur nombre apparent en Ukraine.
À l'automne 1935, Staline ordonne une nouvelle vague de déportations massives de Polonais des républiques occidentales de l'Union soviétique. C'est aussi l'époque des purges de différentes classes de personnes, dont beaucoup seront tuées. Les Polonais sont expulsés des régions frontalières afin de réinstaller la région avec des Russes et des Ukrainiens ethniques, mais Staline les fait déporter aux confins de la Sibérie et de l'Asie centrale. Rien qu'en 1935, 1 500 familles sont déportées en Sibérie depuis l'Ukraine soviétique. En 1936, 5 000 familles polonaises sont déportées au Kazakhstan. Les déportations s'accompagnent de l'élimination progressive des institutions culturelles polonaises. Les journaux de langue polonaise sont fermés, de même que les cours de langue polonaise dans toute l'Ukraine.
Peu de temps après la vague de déportations, le NKVD soviétique orchestre le génocide des Polonais en Union soviétique. La population polonaise en URSS chute officiellement de 165 000 au cours de cette période selon le recensement soviétique officiel de 1937-1938 ; la population polonaise de la RSS d'Ukraine diminua d'environ 30 %.

## Deuxième République polonaise
Au milieu de plusieurs conflits frontaliers, la Pologne réapparaît en tant qu'État souverain en 1918 à la suite des partitions de la Pologne. L'alliance polono-ukrainienne échoue et la guerre polono-soviétique se poursuit jusqu'à la signature du traité de Riga en 1921. L'Union soviétique n'existait pas officiellement avant le 31 décembre 1922. Les territoires contestés sont divisés à Riga entre la Deuxième République polonaise et l'Union soviétique représentant la RSS d'Ukraine (partie de l'Union soviétique après 1923). Au cours des années suivantes, au Kresy, les terres attribuées à la Pologne souveraine, quelque 8 265 agriculteurs polonais sont réinstallés avec l'aide du gouvernement. Le nombre total de colons dans l'est est négligeable par rapport aux résidents de longue date de la région. Par exemple, dans la voïvodie de Volhynie (1 437 569 habitants en 1921), le nombre de colons ne dépasse pas 15 000 personnes (3 128 réfugiés de la Russie bolchevique, environ 7 000 membres de l'administration locale et 2 600 colons militaires). Environ 4 % des colons nouvellement arrivés vivent sur des terres qui leur ont été accordées. La majorité loue leurs terres à des agriculteurs locaux ou s'installe dans les villes,.
Les tensions entre la minorité ukrainienne en Pologne et le gouvernement polonais s'intensifièrent. Le 12 juillet 1930, des militants de l'Organisation des nationalistes ukrainiens (OUN), aidés par l'Organisation militaire ukrainienne (UVO), débute leur action dite de sabotage, au cours de laquelle des propriétés polonaises sont incendiées et des routes, des voies ferrées et des connexions téléphoniques sont détruites. L'OUN utilise le terrorisme et le sabotage pour forcer le gouvernement polonais à prendre des mesures qui entraîneraient une perte de soutien pour les politiciens ukrainiens plus modérés prêts à négocier avec l'État polonais. L'OUN dirige sa violence non seulement contre les Polonais mais aussi contre les Juifs et autres Ukrainiens souhaitant une résolution pacifique du conflit polono-ukrainien.

## Invasion de la Pologne
L'invasion soviétique de la Pologne en 1939 pendant la Seconde Guerre mondiale s'accompagne de la déportation de force par les Soviétiques de centaines de milliers de citoyens polonais vers des régions éloignées de l'Union soviétique : la Sibérie et l'Asie centrale. Cinq ans plus tard, pour la première fois, le Soviet suprême reconnaîtra officiellement que les ressortissants polonais expulsés après l'invasion soviétique n'étaient pas des citoyens soviétiques, mais des sujets étrangers. Deux décrets sont signés les 22 juin et 16 août 1944 pour faciliter la libération des ressortissants polonais de captivité.

### Déportations
Après la signature du Pacte germano-soviétique en 1939 entre l'Allemagne nazie et l'Union soviétique, l'Allemagne envahit la Pologne occidentale. Deux semaines plus tard, l'Union soviétique envahit la Pologne orientale. En conséquence, la Pologne est divisée entre les Allemands et les Soviétiques (voir Zones polonaises annexées par l'Union soviétique). Avec l'annexion du Kresy en 1939, l'Ukraine occidentale actuelle est annexée à l'Ukraine soviétique et la Biélorussie occidentale à la Biélorussie soviétique, respectivement. Semant la terreur dans toute la région, le NKVD accompagnant l'Armée rouge assassine des prisonniers de guerre polonais,. De 1939 à 1941, les Soviétiques déportent également de force des groupes sociaux spécifiques jugés « peu fiables » vers des installations de travail forcé au Kazakhstan et en Sibérie. De nombreux enfants, personnes âgées et malades meurent au cours des voyages en trains de marchandises qui durent des semaines. Alors que le gouvernement polonais en exil annonce 1 500 000 citoyens polonais déportés et que certaines estimations polonaises atteignent 1 600 000 à 1 800 000 personnes, les historiens considèrent ces évaluations comme exagérées. Alexander Guryanov calcule que 309 000 à 312 000 Polonais sont déportés de février 1940 à juin 1941. Selon N. S. Lebedeva, les déportations concernent environ 250 000 personnes. Les décomptes polonais les plus conservateurs basés sur des documents soviétiques et publiés par la Commission principale d'enquête sur les crimes contre la nation polonaise en 1997 s’élèvent à un total de 320 000 personnes déportées. Le sociologue Tadeusz Piotrowski soutient que diverses autres déportations plus petites, prisonniers de guerre et prisonniers politiques doivent être ajoutés, atteignant ainsi 400 000 à 500 000 déportés.
En 1944, la population polonaise en Ukraine occidentale s'élève à 1 182 100 personnes. Le gouvernement polonais en exil à Londres affirme sa position de maintenir les frontières de 1939. Nikita Khrouchtchev, cependant, s'approche personnellement de Staline pour maintenir les territoires acquis grâce au pacte illégal et secret Molotov-Ribbentrop sous l'occupation soviétique continue.

« Les habitants de l'Ukraine occidentale et de la Biélorussie, ainsi que ceux du district de Wilno, qui avait été annexé à l'Union soviétique dans le cadre du pacte Ribentrop-Molotov des 23 août et 28 septembre 1939, étaient tous sous occupation allemande depuis entre deux et six à trois ans, et ont finalement été annexés à l'Union soviétique en 1944. L'exode rapide des Polonais de ces régions avait pour but d'effacer leur passé polonais et de confirmer le fait que les régions faisaient bien partie de l'Union soviétique. »

Le document concernant la réinstallation des Polonais des RSS d'Ukraine et de Biélorussie en Pologne est signé le 9 septembre 1944 à Lublin par Khrouchtchev et le chef du Comité polonais de libération nationale Edward Osóbka-Morawski (le document correspondant avec la RSS de Lituanie est signé le 22 septembre). Le document précise qui est éligible à la réinstallation (il s'appliqua principalement à tous les Polonais et Juifs citoyens de la Deuxième République polonaise avant le 17 septembre 1939, et à leurs familles), quels biens ils peuvent emporter avec eux et quelle aide ils recevront des gouvernements correspondants. La réinstallation est divisée en deux phases : d'abord, les citoyens éligibles sont enregistrés comme souhaitant être réinstallés ; deuxièmement, leur demande doit être examinée et approuvée par les gouvernements correspondants. Environ 750 000 Polonais et Juifs des régions occidentales de l'Ukraine sont déportés, ainsi qu'environ 200 000 de la Biélorussie occidentale et de la RSS de Lituanie. Les déportations se poursuivent jusqu'au 1er août 1946.

### Transferts d'après-guerre depuis l'Ukraine

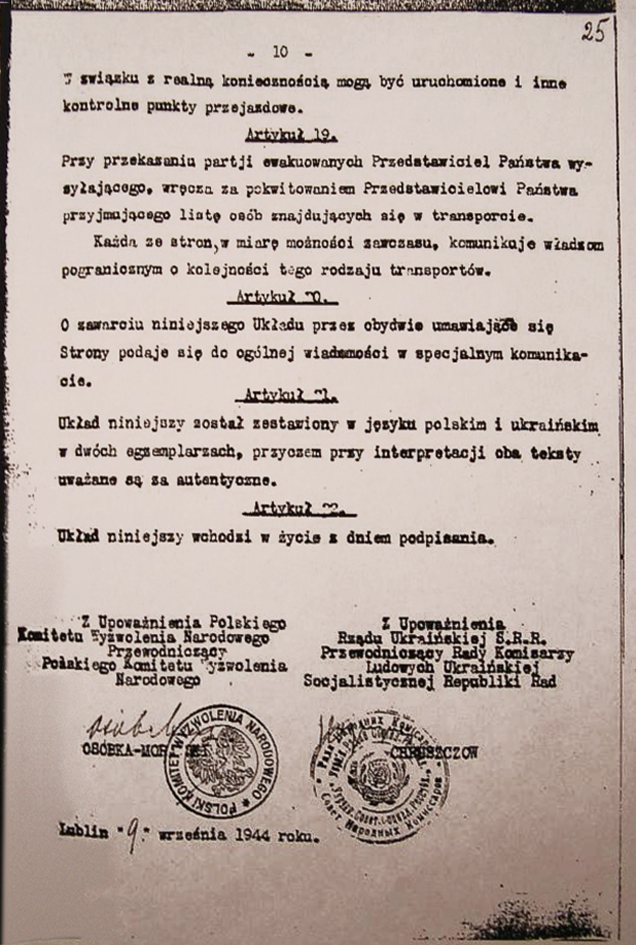
Dernière page de l'accord d'échange de population entre la Pologne et l'Ukraine conclu le 9 septembre 1944.

Vers la fin de la Seconde Guerre mondiale, les tensions entre l'Armia Krajowa et les Ukrainiens dégénèrent en massacres de Polonais en Volhynie, dirigés par les groupes nationalistes ukrainiens, notamment l'Organisation des nationalistes ukrainiens (OUN) et l'armée insurrectionnelle ukrainienne. Bien que le gouvernement soviétique ait essayé d'éradiquer ces organisations, il n'a pas fait grand-chose pour soutenir la minorité polonaise ; et encouragea plutôt le transfert de population. La hâte avec laquelle le rapatriement est effectué est telle que le dirigeant polonais Bolesław Bierut est contraint d'intervenir et d'approcher Staline pour ralentir la déportation, alors que le gouvernement polonais d'après-guerre est submergé par le grand nombre soudain de réfugiés ayant besoin d'aide.

« Les « échanges de population » soviétiques de 1944-1946 concernent ostensiblement [au sens juridique, nominaux] des citoyens de la Pologne d'avant-guerre, mais en fait, les Polonais et les Juifs sont envoyés vers l'ouest, tandis que les Ukrainiens doivent rester en Ukraine soviétique. Le vrai critère demeure l'ethnicité, pas la citoyenneté. Le critère [exclusivement] ethnique est appliqué à toute la population en Volhynie, les Ukrainiens contraints de rester malgré leur citoyenneté polonaise d'avant-guerre, les Polonais et les Juifs contraints de partir malgré leurs anciennes traditions dans la région. Les survivants juifs de l'Holocauste et les survivants polonais du nettoyage ethnique sont généralement disposés à partir. L'histoire de la Volhynie, en tant qu'ancienne société multiconfessionnelle, était terminée. »

— Timothy Snyder
Les Polonais du sud du Kresy (aujourd'hui l'Ukraine occidentale) ont la possibilité de se réinstaller en Sibérie ou en Pologne, et la plupart choisiront la deuxième option.
Le gouvernement polonais en exil à Londres ordonne à leurs organisations (voir État polonais clandestin) à Lviv et dans d'autres grands centres de la Pologne orientale de se mettre en place rapidement et de ne pas évacuer, promettant que lors de discussions pacifiques, ils seraient en mesure de garder Lwów en Pologne. En réponse, Khrouchtchev introduit une approche différente pour traiter ce « problème polonais ». Jusqu'à cette époque, les enfants polonais peuvent être scolarisés en polonais, selon le programme d'études de la Pologne d'avant-guerre. Du jour au lendemain, cette allocation est supprimée et toutes les écoles polonaises sont tenues d'enseigner le programme ukrainien soviétique, les cours n'ayant lieu qu'en ukrainien et en russe. Tous les hommes reçoivent l'ordre de se préparer à la mobilisation dans les brigades de travail au sein de l'Armée rouge. Ces actions sont introduites spécifiquement pour encourager l'émigration polonaise d'Ukraine vers la Pologne.
En janvier 1945, le NKVD arrête 772 Polonais à Lviv (où, selon des sources soviétiques, au 1er octobre 1944, les Polonais représentent 66,75 % de la population), dont 14 professeurs, 6 médecins, 2 ingénieurs, 3 artistes, et 5 prêtres catholiques. La communauté polonaise est indignée par les arrestations. La presse clandestine polonaise de Lviv qualifie ces actes de tentatives d'accélération de la déportation des Polonais de leur ville. Les personnes arrêtées sont libérées qu'après avoir signé des papiers acceptant d'émigrer en Pologne. Il est difficile d'établir le nombre exact de Polonais expulsés de Lviv, mais il est estimé entre 100 000 et 140 000.

### Transferts de Biélorussie
Contrairement aux actions menées en RSS d'Ukraine, les responsables communistes de la RSS de Biélorussie ne soutiennent pas activement la déportation des Polonais. Les responsables biélorusses rendent difficile la communication des militants polonais avec les Tutejsi – des personnes indécises quant à savoir s'ils se considèrent comme polonais ou biélorusses. Une grande partie de la population rurale, qui n'a généralement pas de documents d'identité officiels, se voit refuser le « droit » au rapatriement au motif qu'elle ne dispose pas de documents attestant sa citoyenneté polonaise. Dans ce qui est décrit comme un « combat pour le peuple », les responsables polonais tentent de faire rapatrier le plus de personnes possible, tandis que les responsables biélorusses tentent de les retenir, en particulier les paysans, tout en expulsant la majeure partie de l'intelligentsia polonaise. On estime qu'environ 150 000 à 250 000 personnes sont expulsées de Biélorussie. Des nombres similaires sont enregistrés en tant que Polonais mais contraints par les autorités biélorusses à rester en Biélorussie ou sont carrément refusés à l'enregistrement en tant que Polonais.
En réponse, la Pologne suit un processus similaire en ce qui concerne la population biélorusse du territoire de la voïvodie de Białystok, qui fut partiellement conservée par la Pologne après la Seconde Guerre mondiale. Le pays cherche à retenir une partie du peuple biélorusse.

### Transferts de Lituanie
La réinstallation des Polonais originaires de Lituanie connait de nombreux retards. Le clergé polonais local est actif dans l'agitation contre le départ, et la presse clandestine qualifie de « traîtres » ceux s'étant inscrits pour le rapatriement. De nombreux Polonais espèrent qu'une conférence de paix d'après-guerre attribuera la région de Vilnius à la Pologne. Après que ces espoirs se sont évanouis, le nombre de personnes souhaitant partir augmente progressivement et ceux-ci signent des papiers pour les représentants du Bureau national de rapatriement de la République populaire de Pologne.
Le parti communiste lituanien est dominé par une faction nationaliste qui a soutenu le déplacement de l'intelligentsia polonaise, en particulier de la région fortement contestée de Vilnius. La ville de Vilnius est considérée comme une capitale historique de la Lituanie ; cependant, au début du 20e siècle, sa population est d'environ 40 % polonaise, 30 % juive et 20 % russe et biélorusse, avec seulement environ 2 à 3 % de Lituaniens autoproclamés. Le gouvernement considère que la population polonaise rurale est importante pour l'économie agricole et croit que ces personnes seraient relativement favorables aux politiques d'assimilation (lituanisation,).
Mais le gouvernement encouragea l'expulsion des Polonais de Vilnius et la facilita. Il en résulte une dépolonisation et une lituanisation rapides de la ville (80 % de la population polonaise est supprimée).  De plus, l'idéologie lituanienne de la « Lituanie ethnographique » déclare que de nombreuses personnes s'identifiant comme polonaises sont en fait des « Lituaniens polonisés ». La population rurale se voit refuser le droit de quitter la Lituanie, en raison de l'absence de documents officiels d'avant-guerre prouvant la citoyenneté polonaise,. Contrairement à l'accord du gouvernement avec la Pologne, de nombreux individus sont menacés d'être arrêtés ou de devoir régler des dettes impayées s'ils choisissent le rapatriement. Les autorités soviétiques persécutent des individus liés à la résistance polonaise (Armée de l'intérieur et l'État polonais clandestin). Finalement, environ 50 % des 400 000 personnes inscrites pour une relocalisation sont autorisées à partir. Le politologue Dovilė Budrytė estime qu'environ 150 000 personnes sont parties pour la Pologne.